# Pselaphus longiclavus
Pselaphus longiclavus är en skalbaggsart som beskrevs av Leconte 1849. Pselaphus longiclavus ingår i släktet Pselaphus och familjen kortvingar. Inga underarter finns listade i Catalogue of Life.